# Хорошев (Житомирская область)
Хо́рошев (укр. Хорошів; до 2016 года Волода́рск-Волы́нский, до 1927 года Волода́рск, до 1921 года Куту́зово, до 1912 года Хо́рошки, до 1607 года Александро́поль — посёлок городского типа в Житомирском районе Житомирской области Украины, центр Хорошевской поселковой общины.

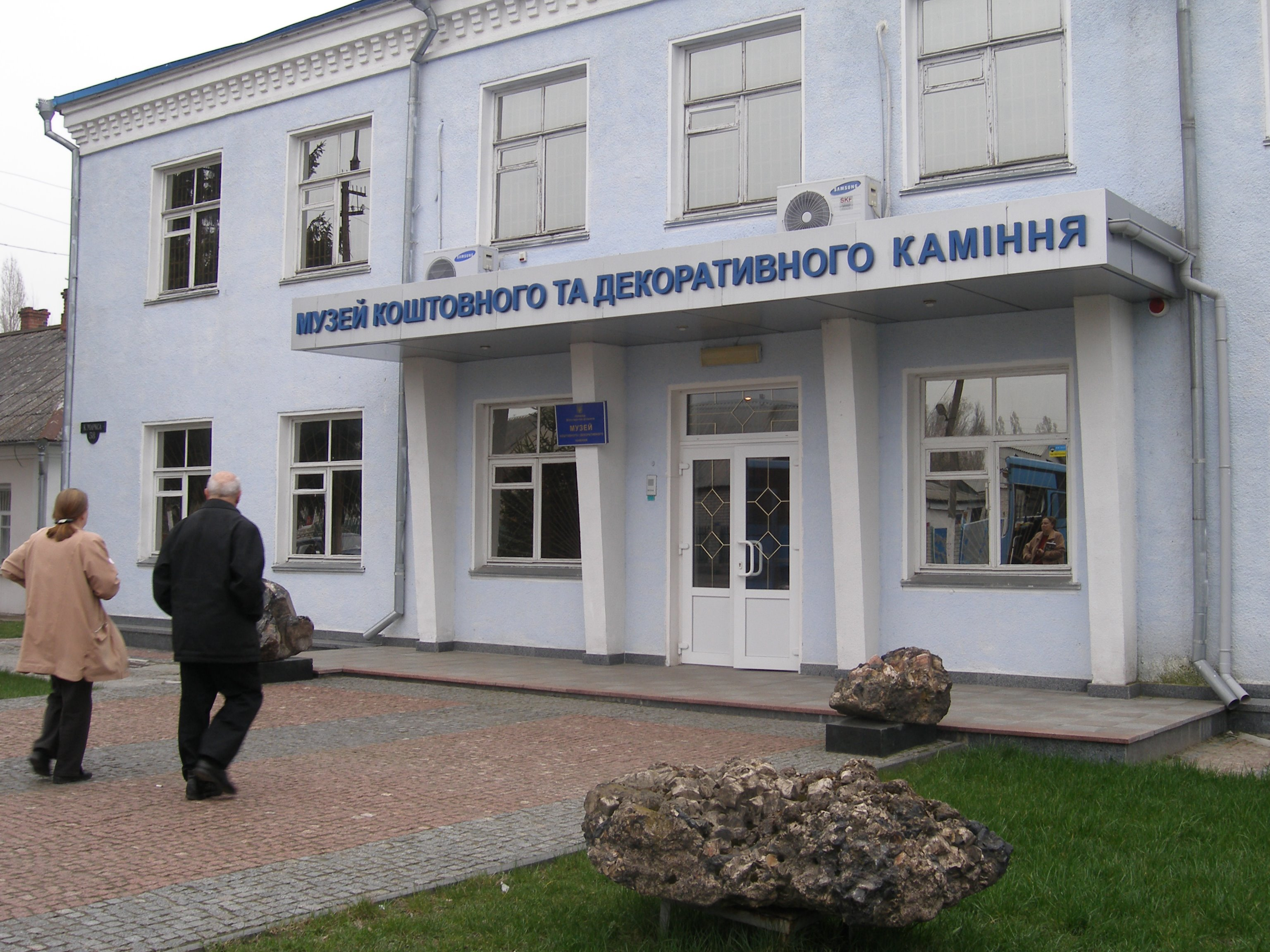
Музей

## История
Пока первое найденное письменное упоминание в документе в Луцкой гродской книге за 1570 год, где записан выпис из книг замку Киевского за 6 октября 1569 г.  В документе засвидетельствована явка в суд уполномоченых Михаила Дзялинского, подкоморого хелмского, и его жены Федоры Богушовны Боговитиновны по делу к ним Павла Ивановича Сапеги, каштеляна киевского и его родных и двуюродных братьев. Сапеги пытались через суд вернуть свое имение Грежаны в киевском воеводстве и села "к нему прислухаючие" — Солодыри, Горошковичи, Шушковичи, Лучиничи и Мотовиличи, которое они ранее в 1545 году заставили (отдали в аренду) покойному князю Фридриху Глебовичу Пронскому и его тогдашней жене Федоре Богушовне. Первое упоминание о том, что Сапеги владели Грежанской волостью относится к 1521 году.
В дальнейшем, несмотря на попытки Сапег вернуть Грежанскую волость, в том числе и село Горошковичи, она было в собственности князей Пронских и их наследников панов Лещинских. 
В 1600 году встречается название "местечко Горошки прозываемое Александрополь" — в честь бывшего владельца князя Александра Фридриховича Пронского (ум.1595). Так как одновременно с местечком Горошки существовало село Горошки (Горошковичи, Горошечки), вероятно местечко было осаджено на новом месте — рядом. Местечко Горошки к тому времени стало центральной усадьбой волости вместо села Грежаны. 
В 1624 году Рафал Лещинский, опекун малолетних князей Пронских, продал Горошки с 24 селами Стефану Немиричу и в дальнейшем его потомки долгое время владели волостью  
В 1730 году Францишка, дочь Теодора Немирича, а на тот час жена Михала Богуша, передала Горошковскую волость Юрию Богушу, сыну от первого мужа Станислава Богуша. 
В 1793 году, после третьего раздела Речи Посполитой, Горошки вошли в состав Российской империи. Тогда-же Горошки были конфискованы  
В 1796 году императрица Екатерина II подарила Горошки полководцу М. И. Кутузову, который отличился во время русско-турецкой войны. Кутузов бывал в своём имении в 1802—1805 годах. В 1912 году, по случаю столетия Отечественной войны 1812 года, Горошки переименовываются в Кутузово.
В 1921 году Кутузово переименовали в Володарск в честь известного деятеля РСДРП(б) В. Володарского, убитого в 1918 году, а в 1927 году — в Володарск-Волынский.
Во время немецкой оккупации населённый пункт снова носил название Горошки.
Постановлением Верховной Рады Украины № 3854 от 4.02.2016 года посёлок Володарск-Волынский переименован в посёлок Хорошев.

## Население
В 1959 году численность населения составляла 4637 человек.
На 1 января 2013 года численность населения составляла 7862 человека.

### Языковой состав
Родной язык населения по данным переписи 2001 года:
| Язык       | Численность, чел. | Доля     |
| ---------- | ----------------- | -------- |
| Украинский | 7 842             | 97,57 %  |
| Русский    | 184               | 2,29 %   |
| Другие     | 11                | 0,14 %   |
| Итого      | 8 037             | 100,00 % |

## Достопримечательности
- Музей декоративных и драгоценных камней

### Парк «Горошковское замчище»

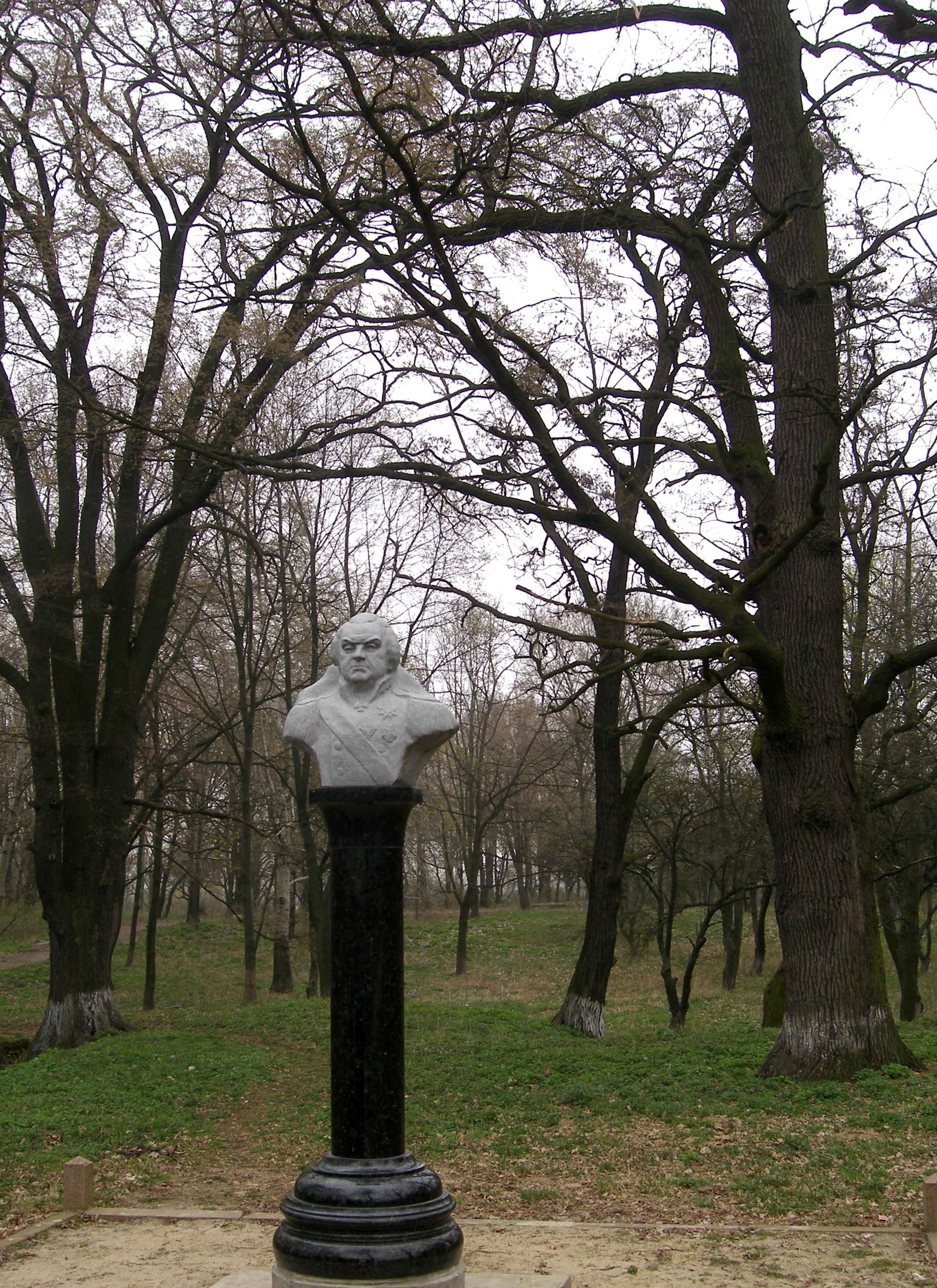
Памятник М. И. Кутузову в парке «Горошковское замчище». Демонтирован 12 октября 2022 года

Старинный парк, заложенный в XVIII веке над высоким берегом реки Ирши. Сохранились вековые дубы и остатки старинных фортификаций — земляных валов и рвов. В XIX веке в центре парка находился дворец, принадлежавший Михаилу Кутузову, а затем его потомкам. Во время Первой мировой войны дворец был превращён в военный госпиталь для раненых. В 1919 году, во время гражданской войны, дворец сгорел. Позже на его месте образовался пустырь, заросший кустарниками. В 1941 году часть деревьев в парке было вырублено немецкими оккупантами для восстановления моста через Иршу, уничтоженного отступающими частями Красной Армии.
В 1959 году парк был назван в честь М. И. Кутузова и установлен бюст полководца (скульптор Г.  Постников). В августе 2004 года этот памятник стал жертвой вандализма: постамент был частично разрушен, а бронзовый бюст украден. Позже на этом месте был установлен новый памятник Кутузову, демонтированный 12 октября 2022 года. В тот же день парк имени Кутузова был переименован в «Горошковское замчище».

### Музей драгоценных и декоративных камней
В 1996 году согласно постановлению Кабинета министров Украины, коллекцию минералов и горных пород минералогического музея предприятия «Кварцсамоцветы» было передано Музею драгоценного и декоративного камня, образованного в подчинении Министерства финансов Украины. Эта минералогическая коллекция, основанная в 1951 году, базируется на образцах горных пород и минералов камерных пегматитов Волынского месторождения морион. Это единственное на Украине месторождение камерных пегматитов, где добывались уникальные кристаллы кварца, топаза и берилла.
Сейчас в коллекцию музея входят более 1500 образцов минералов и горных пород с геологических образований Украины и других стран мира, в частности образцы волынского янтаря из Клесовского месторождения. Экспозиция музея занимает пять залов.